# フリードリヒ (プファルツ＝ツヴァイブリュッケン＝フェルデンツ公)
フリードリヒ（ドイツ語：Friedrich, 1616年4月5日 - 1661年7月9日）は、プファルツ＝ツヴァイブリュッケン＝フェルデンツ公（在位：1635年 - 1661年）。

## 生涯
フリードリヒは、1616年にプファルツ＝ツヴァイブリュッケン＝フェルデンツ公ヨハン2世の長男としてツヴァイブリュッケンで生まれた。1635年に父の跡を継いだ。その治世中、プファルツ＝ツヴァイブリュッケンは三十年戦争で荒廃した。公領の人口は世紀の変わり目にはわずか10分の1に減少していた。領内の城のほとんどは破壊され、フリードリヒは治世のほとんどを住居の間を移動して過ごした。1650年、再建後のキルケル城に数年間居を構え、フリードリヒは破壊された公領を慎重に再建しようとした。
フリードリヒは1661年にフェルデンツ城で亡くなり、先祖であるプファルツ＝ツヴァイブリュッケン公アレクサンダーが1493年に建設し、ツヴァイブリュッケン家の菩提寺となっていたツヴァイブリュッケンのアレクサンダー教会の地下霊廟に埋葬された。男子継承者がいなかったため、プファルツ＝ツヴァイブリュッケン＝フェルデンツ家は断絶した。プファルツ＝ツヴァイブリュッケンは従兄弟フリードリヒ・ルートヴィヒが継承した。

## 子女
1640年4月6日にナッサウ＝ザールブリュッケン伯ヴィルヘルム・ルートヴィヒの娘アンナ・ユリアネ（1617年 - 1667念）と結婚し、以下の子女をもうけた。
- ヴィルヘルム・ルートヴィヒ（1641年3月23日 - 1642年5月9日）
- エリーザベト（1642年4月1日 - 1677年4月17日） - 1667年にアンハルト＝ベルンブルク侯ヴィクトル1世アマデウスと結婚
- クリスティーネ・ルイーゼ・ユリアナ（1643年4月18日 - 1652年7月21日）
- フリードリヒ・ルートヴィヒ（1644年11月23日 - 1645年6月12日）
- ゾフィー・アマーリエ（1646年12月15日 - 1695年12月30日） - 1678年にホーエンローエ＝ヴァイカースハイム伯ジークフリート（1619年 - 1684年）と結婚、1685年にプファルツ＝ゲルンハウゼン公ヨハン・カールと結婚
- エレオノーレ・アウグステ（1648年3月15日 - 1658年11月16日）
- カール・グスタフ（1649年5月23日 - 1650年2月15日）
- カタリーナ・シャルロッテ（1651年2月22日 - 1652年7月10日）
- シャルロッテ・フリーデリケ（1653年12月2日 - 1712年10月27日） - 1672年にプファルツ＝ツヴァイブリュッケン公フリードリヒ・ルートヴィヒの息子ヴィルヘルム・ルートヴィヒと結婚
- 息子（1656年4月18日）